# Hartgrove
Hartgrove – przysiółek w Anglii, w Dorset. Leży 36,7 km od miasta Bournemouth, 32,3 km od miasta Dorchester i 161,6 km od Londynu. W latach 1870–1872 miejscowość liczyła 185 mieszkańców.